# ASP.NET Core
ASP.NET Core — свободно-распространяемый кроссплатформенный фреймворк для создания веб-приложений на платформе .NET с открытым исходным кодом. Данная платформа разрабатывается компанией Майкрософт совместно с сообществом и имеет большую производительность по сравнению с ASP.NET. Имеет модульную структуру и совместима с такими операционными системами как Windows, Linux и macOS.
Несмотря на то, что это новый фреймворк, построенный на новом веб-стеке, он обладает высокой степенью совместимости концепций с ASP.NET. Приложения ASP.NET Core поддерживают параллельное управление версиями, при котором разные приложения, работающие на одном компьютере, могут ориентироваться на разные версии ASP.NET Core. Это было невозможно в предыдущих версиях ASP.NET.